# Rossetti (krater)
Rossetti är en nedslagskrater med en diameter på 23 kilometer, på planeten Venus. Rossetti har fått sitt namn efter den brittiska poeten Christina Rossetti.